# Villanova Tulo
Villanova Tulo ist eine italienische Gemeinde (comune) mit 1007 Einwohnern (Stand 31. Dezember 2023) in der Metropolitanstadt Cagliari auf Sardinien. Die Gemeinde liegt etwa 63,5 Kilometer nordnordöstlich von Cagliari am Flumendosa und grenzt unmittelbar an die Provinz Nuoro. Im Südosten liegt der Lago di Flumendosa.

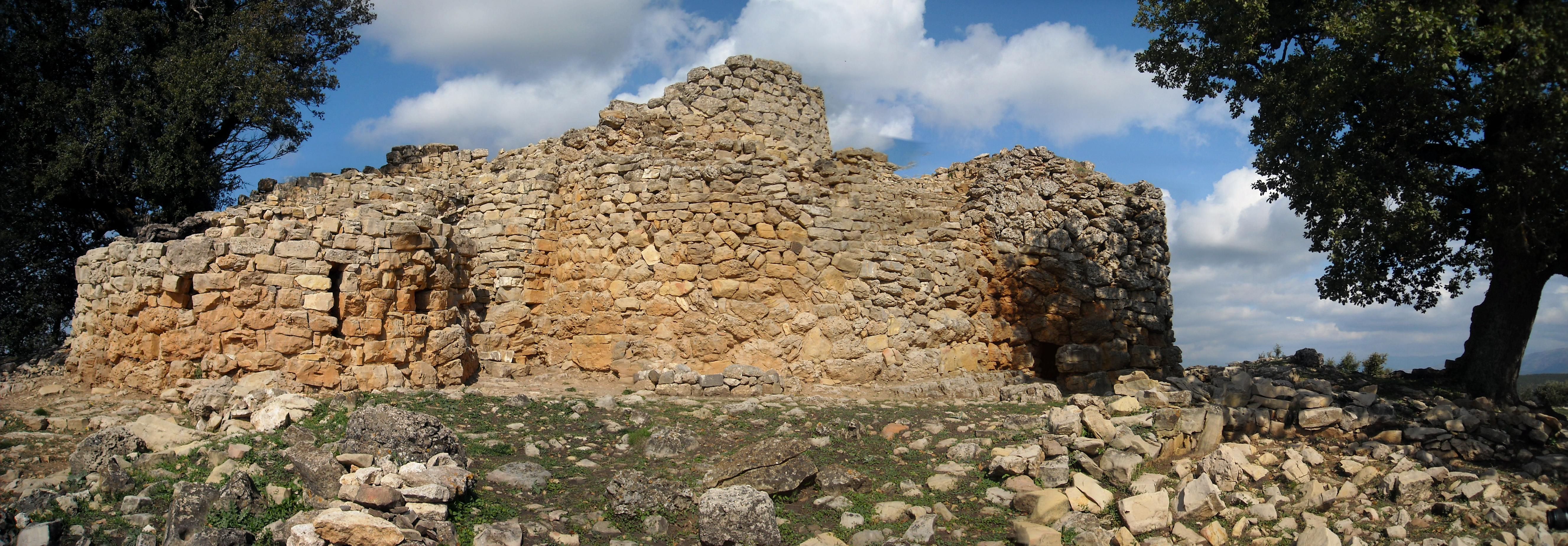
Beim Ort die Nuraghe Adoni

## Verkehr
Durch die Gemeinde führt die Strada Statale 198 di Seui e Lanusei von Serri nach Tortolì. Der Bahnhof liegt an der Bahnstrecke Mandas–Arbatax.